# Nekrolog 1826
Nekrolog
◄◄
| ◄
| 1822
| 1823
| 1824
| 1825
| 1826 | 1827 | 1828 | 1829 | 1830 | ► | ►►
Weitere Ereignisse | Allgemeiner Nekrolog 1826
Die Beschreibung der verstorbenen Person sollte so kurz wie möglich gehalten sein und nur deren signifikante Tätigkeit(en) enthalten.
Neue Namen ggf. auch unter dem Geburts- und Sterbedatum, also etwa unter 1. Januar und im Geburts- und Sterbejahr (2024) eintragen (nur bei entsprechender großer Wichtigkeit). Für Beispiele siehe die schon vorhandenen Artikel.
Außerdem über die fünf zuletzt Verstorbenen, zu denen es einen ausreichend guten Artikel für eine Präsentation auf der Hauptseite gibt, nach der todesbedingten Überarbeitung der Artikel ggf. auch unter Wikipedia Diskussion:Hauptseite informieren und sie am besten auch in den anderen Wikipedia-Sprachversionen eintragen. Tipp: Regelmäßig bei news.google.de nach „ist tot“, „gestorben“ oder „verstorben“ suchen.
Wenn eine Person gestorben ist, gibt es viele Seiten zu dieser Person in der Wikipedia, die davon auch betroffen sind und entsprechend aktualisiert werden müssen. Beispiele: Namenübersichtsseite, Geburtsjahr, Geburtsort-Seiten und viele mehr.
Wie finde ich die betroffenen Seiten?
Im Suchfeld auf der linken Seite gibt man den Suchbegriff so ein: „Vorname Nachname“. Dann klickt man auf Volltext und alle Seiten mit entsprechendem Suchtext werden aufgerufen. Hier sieht man dann schnell, wo auch das Todesjahr Sinn macht oder sogar ein Teil des Artikels angepasst werden muss. Auch hilft das „Werkzeug“ auf der linken Seite sehr gut, um solche Seiten aufzufinden: „Links auf diese Seite“. Somit ist die Wikipedia wieder aktuell in allen Bereichen! Hinweis: bei Eintragung der Kategorie „Gestorben JAHR“ wird der Missbrauchsfilter 49 ausgelöst, was jedoch nicht schlimm ist. Siehe: Spezial:Missbrauchsfilter/49
Dies ist eine Liste von im Jahr 1826 verstorbenen bekannten Persönlichkeiten. Die Einträge erfolgen innerhalb der einzelnen Daten alphabetisch sortiert. Tiere sind im Nekrolog für Tiere zu finden.

## Januar
| Tag        | Name                                     | Beruf, bekannt als                                                                                    | Alter | Beleg |
| ---------- | ---------------------------------------- | --- | ----- | ----- |
| 1. Januar  | William Kennedy                          | US-amerikanischer Politiker                                                                           |       |       |
| 3. Januar  | Louis Gabriel Suchet                     | französischer Marschall, der von Napoléon Bonaparte zum Herzog von Albufera ernannt wurde             | 55    |       |
| 4. Januar  | Nikolaus Fuss                            | Schweizer Mathematiker                                                                                | 70    |       |
| 6. Januar  | John Farey                               | englischer Geologe                                                                                    |       |       |
| 10. Januar | Christian Traugott Koch                  | deutscher Jurist und Politiker                                                                        | 73    |       |
| 10. Januar | Christoph Friedrich Lüntzel              | Hildesheimer Kaufmann                                                                                 | 76    |       |
| 12. Januar | Patrick Farrelly                         | US-amerikanischer Politiker                                                                           |       |       |
| 13. Januar | John Blake junior                        | US-amerikanischer Politiker                                                                           | 63    |       |
| 13. Januar | Johann Caspar Karcher                    | deutscher Kaufmann                                                                                    | 87    |       |
| 15. Januar | Johann Georg Geißelbrecht                | deutscher Puppenspieler und Puppentheaterbetreiber                                                    |       |       |
| 15. Januar | Nikolai Petrowitsch Rumjanzew            | russischer Reichskanzler                                                                              | 71    |       |
| 16. Januar | Lindley Murray                           | US-amerikanischer Jurist, Geschäftsmann und Grammatiker                                               | 80    |       |
| 16. Januar | John Rudolph Sutermeister                | US-amerikanischer Dichterjurist                                                                       | 22    |       |
| 17. Januar | Juan Crisóstomo de Arriaga               | spanischer Violinist und Komponist                                                                    | 19    |       |
| 17. Januar | Anton Attems                             | österreichischer Generalmajor                                                                         | 89    |       |
| 17. Januar | Caroline Adelheid Cornelia von Baudissin | deutsche Schriftstellerin                                                                             | 66    |       |
| 17. Januar | Theodore Gourdin                         | US-amerikanischer Politiker                                                                           | 61    |       |
| 20. Januar | Wilhelm Heinrich von Lepel               | Rittergutsbesitzer                                                                                    | 70    |       |
| 20. Januar | Johann Gottfried Petrick                 | deutscher evangelischer Geistlicher                                                                   | 44    |       |
| 20. Januar | Stanisław Staszic                        | polnischer Schriftsteller, Publizist, Politiker und Priester                                          | 70    |       |
| 21. Januar | Giuseppe Fontana                         | italienischer römisch-katholischer Geistlicher, Zisterzienser, Abt und Generalabt                     |       |       |
| 21. Januar | Johann Georg Vogel                       | deutscher evangelischer Geistlicher und Bienenzüchter                                                 | 86    |       |
| 24. Januar | Henry H. Chambers                        | US-amerikanischer Politiker                                                                           | 35    |       |
| 24. Januar | Christian Möllinger                      | deutscher Uhrmacher                                                                                   | 71    |       |
| 24. Januar | Thomas Wilson                            | US-amerikanischer Politiker                                                                           | 60    |       |
| 25. Januar | Joseph Boze                              | Porträtmaler des französischen Rokoko                                                                 | 80    |       |
| 26. Januar | Karl Leopold von Belderbusch             | Staatsmann                                                                                            |       |       |
| 26. Januar | Christian Gottlob Thube                  | deutscher evangelischer Theologe und Mystiker                                                         | 83    |       |
| 27. Januar | Benjamin Smith                           | US-amerikanischer Politiker, Gouverneur von North Carolina                                            | 70    |       |
| 28. Januar | Gustaf von Paykull                       | schwedischer Naturforscher                                                                            | 68    |       |
| 30. Januar | Jan Wolters van de Poll                  | Graf der französischen Kaiserreiches; Direktor der Sozietät von Suriname; Bürgermeister von Amsterdam | 66    |       |
| 30. Januar | Fjodor Wassiljewitsch Rostoptschin       | russischer General und Minister                                                                       | 62    |       |

## Februar
| Tag         | Name                                | Beruf, bekannt als                                                                        | Alter | Beleg |
| ----------- | ----------------------------------- | ----------------------------------------------------------------------------------------- | ----- | ----- |
| 2. Februar  | Jean Anthelme Brillat-Savarin       | französischer Schriftsteller und Gastronomiekritiker                                      | 70    |       |
| 3. Februar  | Karl Gottlieb von Tschepe           | preußischer Generalmajor, Infanterie-Regiments Nr. 37, Erbherr auf Neudorf (Kr. Nimptsch) | 85    |       |
| 4. Februar  | Heinrich Karl Rosenstiel            | französischer Diplomat                                                                    | 74    |       |
| 6. Februar  | Immanuel David Mauchart             | deutscher evangelischer Theologe                                                          | 61    |       |
| 6. Februar  | Wilhelm zu Stolberg-Roßla           | Regent der Grafschaft Stolberg-Roßla                                                      | 77    |       |
| 7. Februar  | Thomas Todd                         | US-amerikanischer Jurist                                                                  | 61    |       |
| 8. Februar  | Jacques Nicolas Bellavène           | französischer Divisionsgeneral                                                            | 55    |       |
| 8. Februar  | Francis Kinloch                     | US-amerikanischer Politiker                                                               | 70    |       |
| 8. Februar  | József Klobusiczky                  | ungarischer Politiker                                                                     | 69    |       |
| 8. Februar  | Avram Mrazović                      | serbischer Wissenschaftler, Schriftsteller und Schulinspektor                             | 69    |       |
| 10. Februar | Pauline Buisson                     | eine in der Karibik geborene Sklavin, die in Yverdon tätig war                            |       |       |
| 11. Februar | Karl Göldlin von Tiefenau           | österreichischer Oberst, Ritter des Maria-Theresia-Ordens                                 |       |       |
| 13. Februar | Karl von Geusau                     | badischer Generalmajor                                                                    | 50    |       |
| 14. Februar | Johannes Daniel Falk                | deutscher Theologe und Schriftsteller                                                     | 57    |       |
| 14. Februar | Meyer Simon Weyl                    | deutscher Rabbiner und Dajan                                                              |       |       |
| 15. Februar | Scipione Breislak                   | italienischer Geologe                                                                     | 75    |       |
| 15. Februar | Joseph Wanton Morrison              | britischer Soldat                                                                         | 42    |       |
| 15. Februar | Johann Gottlob Friedrich Zenker     | preußischer Beamter                                                                       | 72    |       |
| 16. Februar | Bernard Georges François Frère      | französischer Divisionsgeneral der Infanterie                                             | 64    |       |
| 16. Februar | Johann Gottfried Jentzsch           | deutscher Landschaftsmaler, Zeichner und Kupferstecher                                    | 66    |       |
| 16. Februar | Malachias Schmeger                  | österreichischer Zisterzienser und Abt von Lilienfeld                                     | 72    |       |
| 17. Februar | Thaddäus Damm                       | Beamter während der Habusrgermonarchie                                                    | 50    |       |
| 17. Februar | Johann Philipp Gabler               | protestantischer Theologe                                                                 | 72    |       |
| 18. Februar | Gotthelf Ehrenfried Richter         | preußischer Gutsbesitzer und Beamter                                                      | 66    |       |
| 18. Februar | Ludwig von Taubadel                 | preußischer Landrat                                                                       | 39    |       |
| 19. Februar | Christian Truchseß von Wetzhausen   | Major der Hessen-Kassler Garde, Kirschenzüchter und Initiator der Bettenburger Tafelrunde | 70    |       |
| 20. Februar | Emmanuel von Canal                  | böhmischer Philanthrop, Botaniker, Musiker                                                | 80    |       |
| 21. Februar | John Kay                            | schottischer Karikaturist                                                                 | 83    |       |
| 21. Februar | Dietrich Leberecht von Schimonsky   | preußischer Generalmajor, Chef des Infanterieregiments Nr. 40                             | 85    |       |
| 24. Februar | Cornelis Ekama                      | niederländischer Mathematiker, Physiker, Astronom und reformierter Theologe               | 52    |       |
| 25. Februar | Peter Ludwig von der Pahlen         | russischer Militärgouverneur und Außenminister                                            | 80    |       |
| 25. Februar | Anna Schlatter-Bernet               | Schweizer Laientheologin und Autorin, Führerin der Erweckungsbewegung                     | 52    |       |
| 26. Februar | Franz Otto von Droste zu Vischering | katholischer Theologe und Publizist                                                       | 54    |       |
| 26. Februar | Georg Libor Eyrich                  | deutscher römisch-katholischer Theologe und Hochschullehrer                               | 59    |       |
| 26. Februar | John Gaillard                       | US-amerikanischer Politiker                                                               | 60    |       |

## März
| Tag      | Name                                  | Beruf, bekannt als                                                                                               | Alter | Beleg |
| -------- | ------------------------------------- | --- | ----- | ----- |
| 1. März  | Friedrich Weinbrenner                 | deutscher Architekt, Stadtplaner und Baumeister des Klassizismus                                                 | 59    |       |
| 2. März  | David von Splitgerber                 | Jägermeister im Dienste des Prinzen Ferdinand von Preußen                                                        | 84    |       |
| 3. März  | Franz von Spaun                       | österreichischer Mathematiker und freigeistiger politischer Schriftsteller                                       | 72    |       |
| 3. März  | Johann Baptist Weber                  | Baumeister des frühen Klassizismus in Südwestdeutschland                                                         | 69    |       |
| 4. März  | Jakob Höppner                         | mennonitischer Delegierter in Russland                                                                           | 78    |       |
| 4. März  | August Karl Wilhelm Weissenbruch      | deutscher Enzyklopädist                                                                                          | 81    |       |
| 5. März  | Charles Paul Landon                   | französischer Maler und Kunstkritiker                                                                            | 65    |       |
| 7. März  | Caspar Adolf Erdmann von Knobelsdorff | preußischer Landrat und Landschaftsdirektor                                                                      | 69    |       |
| 7. März  | Tileman Dothias Wiarda                | ostfriesischer Geschichtsschreiber, erster Sekretär der Ostfriesischen Landschaft, Landsyndikus für Ostfriesland | 79    |       |
| 9. März  | Peter W. Yates                        | US-amerikanischer Politiker                                                                                      | 78    |       |
| 10. März | Johann VI.                            | König von Portugal und Brasilien aus dem Haus Braganza                                                           | 58    |       |
| 11. März | Constantin von Ettingshausen          | kaiserlich österreichischer nobilitierter Generalmajor                                                           | 65    |       |
| 13. März | Johann Friedrich Christoph Buff       | deutscher evangelischer Geistlicher                                                                              | 69    |       |
| 13. März | Georg Heinrich Nöhden                 | deutsch-britischer Erzieher und Philologe                                                                        | 56    |       |
| 14. März | Jean-Baptiste Leschenault de La Tour  | französischer Botaniker und Ornithologie                                                                         | 52    |       |
| 14. März | Christopher Rankin                    | US-amerikanischer Politiker                                                                                      |       |       |
| 14. März | Sebastian Vitus Schlupf               | deutscher Bildhauer und Zeichenlehrer                                                                            | 64    |       |
| 15. März | August von Thümen                     | preußischer Generalleutnant                                                                                      | 68    |       |
| 16. März | Friedrich August Ludwig Nietzsche     | deutscher Theologe                                                                                               | 70    |       |
| 16. März | Peter Sailly                          | US-amerikanischer Geschäftsmann, Jurist und Politiker                                                            | 71    |       |
| 16. März | Johann Severin Vater                  | deutscher Theologe und Sprachforscher                                                                            | 54    |       |
| 17. März | Ferdinand Bauer                       | österreichischer botanischer Zeichner                                                                            | 66    |       |
| 17. März | Georg Franz Hoffmann                  | deutscher Botaniker                                                                                              | 66    |       |
| 17. März | Joseph Maximilian Ossolinski          | polnisch-österreichischer Schriftsteller, Mäzen und Politiker                                                    |       |       |
| 18. März | Alexander McNair                      | US-amerikanischer Politiker und der erste Gouverneur von Missouri (1820–1824)                                    | 50    |       |
| 19. März | Christian August von Hentschel        | österreichischer Adliger, Beamter und Politiker                                                                  | 85    |       |
| 19. März | Johann Lorenz von Schaezler           | deutscher Unternehmer und Bankier                                                                                | 63    |       |
| 20. März | Friedrich Nölting                     | deutscher Kaufmann, Ratsherr und Bürgermeister der Hansestadt Lübeck                                             | 67    |       |
| 20. März | Ulrich von Schlippenbach              | deutsch-baltischer Dichter und Schriftsteller                                                                    | 51    |       |
| 23. März | Ernst Gottlieb Bengel                 | deutscher lutherischer Theologe                                                                                  | 56    |       |
| 23. März | Johann Cassinone                      | deutscher Verwaltungsbeamter                                                                                     |       |       |
| 24. März | Jakob Haibel                          | österreichischer Komponist, Sänger und Chorregent                                                                | 63    |       |
| 24. März | Mathieu de Montmorency-Laval          | französischer General, Staatsmann, Diplomat und Minister                                                         | 58    |       |
| 24. März | Ernst Müller                          | deutscher Schriftsteller und Privatgelehrter                                                                     | 61    |       |
| 24. März | Georg Nikolaus Nissen                 | dänischer Diplomat und Mozart-Biograf                                                                            | 65    |       |
| 26. März | Samuel Ringier                        | Schweizer Politiker                                                                                              | 58    |       |
| 27. März | Carl Ludwig August von Hohenthal      | sächsischer Amtshauptmann und Rittergutsbesitzer                                                                 | 56    |       |
| 27. März | Karl Ernst Ludwig von Lettow          | preußischer General                                                                                              |       |       |
| 27. März | Johann Wilhelm Reinhardt              | deutscher Politiker                                                                                              | 74    |       |
| 28. März | Georg von Doppelmair                  | deutscher Arzt, Rosenkreuzer und Sammler russischer Volkslieder                                                  | 72    |       |
| 28. März | Jean-Jacques Lequeu                   | französischer Architekt                                                                                          | 68    |       |
| 28. März | Johann Baptist Zobel                  | österreichischer Architekt                                                                                       |       |       |
| 29. März | Christian Daniel Anderson             | deutscher Jurist und Historiker                                                                                  | 72    |       |
| 29. März | Anton Cordel                          | deutscher Prälat, Dompropst und Generalvikar des Bistums Trier                                                   | 65    |       |
| 29. März | Karl Ehrenfried Günther               | deutscher Pädagoge und Rektor                                                                                    | 68    |       |
| 29. März | Domenico Pino                         | italienischer General in napoleonischen Diensten                                                                 | 65    |       |
| 29. März | Johann Heinrich Voß                   | deutscher Dichter und Übersetzer von Klassikern                                                                  | 75    |       |

## April
| Tag       | Name                                 | Beruf, bekannt als                                                       | Alter | Beleg |
| --------- | ------------------------------------ | ------------------------------------------------------------------------ | ----- | ----- |
| 2. April  | Joseph Leopold Strickner             | österreichischer Maler und Kupferstecher                                 | 81    |       |
| 3. April  | Frantz Gotthard Howitz               | dänischer Mediziner und Hochschullehrer                                  | 36    |       |
| 3. April  | Johann David Nicolai                 | deutscher evangelischer Pastor, Senator in Bremen                        | 84    |       |
| 5. April  | Pierpont Edwards                     | US-amerikanischer Jurist und Politiker                                   | 75    |       |
| 7. April  | Lucie-Madeleine d’Estaing            | Mätresse des französischen Königs Ludwig XV.                             | 82    |       |
| 7. April  | Rudolph Jänisch                      | deutscher evangelisch-lutherischer Geistlicher                           | 75    |       |
| 8. April  | Maria Kunigunde von Sachsen          | Prinzessin von Sachsen und Polen, Äbtissin von Essen und Thorn           | 85    |       |
| 9. April  | Thomas Bines                         | US-amerikanischer Politiker                                              |       |       |
| 9. April  | Joseph August von Toerring           | bayerischer Politiker und Dramatiker                                     | 72    |       |
| 10. April | Thaddäus Müller                      | Schweizer Theologe                                                       | 62    |       |
| 11. April | Anton Walter                         | österreich-ungarischer Hof-, Orgel- und Instrumentenmacher               | 74    |       |
| 12. April | Johann Konrad Holzach                | Schweizer Pfarrer und Pädagoge                                           | 72    |       |
| 13. April | Franz Danzi                          | deutscher Komponist                                                      | 62    |       |
| 13. April | Gabriel Otto von Schmeling           | Landrat des Kreises Schlawe                                              | 78    |       |
| 14. April | Georg von Högelmüller                | österreichischer Offizier, Gründer der Brandschadensversicherungsanstalt | 56    |       |
| 15. April | Kameda Bōsai                         | japanischer Autor, Kalligraph und Maler                                  | 73    |       |
| 16. April | Johann Jacob Rieter                  | Schweizer Unternehmer und Grossrat                                       | 63    |       |
| 17. April | Arnold Schuback                      | deutscher Pädagoge, Münzsammler, Herausgeber und Mäzen                   | 63    |       |
| 18. April | Paul-François Lacoste                | französischer Geistlicher, Naturforscher und Geologe                     | 71    |       |
| 19. April | Johann Georg Feldhann                | deutscher Schulrektor und Philologe                                      | 71    |       |
| 20. April | Jacob Call                           | US-amerikanischer Politiker                                              |       |       |
| 20. April | Zygmunt Vogel                        | polnischer Maler, Zeichner und Pädagoge des Klassizismus                 | 61    |       |
| 23. April | Johann Georg Reichert                | Berliner Bankdirektor                                                    |       |       |
| 23. April | Johann Vinzenz Wolf                  | deutscher Ordensgeistlicher und Historiker                               | 82    |       |
| 25. April | Karl Ludwig von Phull                | preußischer Offizier und Generalstabschef                                | 68    |       |
| 26. April | Benjamin Giesebrecht                 | deutscher Theologe                                                       | 85    |       |
| 26. April | Lucia Migliaccio                     | zweite, morganatische Ehefrau von König Ferdinand I. von Neapel-Sizilien | 56    |       |
| 26. April | Ludwig Dietrich Karl von Schmalensee | preußischer Generalmajor                                                 | 64    |       |
| 27. April | Eleasar Fleckeles                    | Rabbiner                                                                 | 71    |       |
| 28. April | Andreas Zöppritz                     | Landtagsabgeordneter Großherzogtum Hessen                                | 65    |       |
| 30. April | Heinrich Philipp Goldhagen           | deutscher Jurist und Kriminaldirektor                                    | 80    |       |
| 30. April | Carl Schneeweiss                     | Salzburger Kupferstecher und Maler                                       | 81    |       |
| 30. April | Christian Philipp Stumm              | deutscher Unternehmer und Bankier                                        | 65    |       |

## Mai
| Tag     | Name                                          | Beruf, bekannt als                                                                                   | Alter | Beleg |
| ------- | --------------------------------------------- | --- | ----- | ----- |
| 2. Mai  | Ján Lipský                                    | slowakischer Kartograf und österreichischer Offizier                                                 | 60    |       |
| 2. Mai  | Antoni Malczewski                             | polnischer Dichter                                                                                   | 32    |       |
| 3. Mai  | Johann Georg Barca                            | deutscher Architekt und mecklenburgischer Baubeamter                                                 | 44    |       |
| 3. Mai  | August Ferdinand Fenner von Fenneberg         | kurhessischer Offizier und Landrat                                                                   | 52    |       |
| 5. Mai  | Joseph Laurent Demont                         | französischer General und Politiker mit schweizerischen Wurzeln                                      | 78    |       |
| 6. Mai  | Jean-Henri Levasseur                          | französischer Cellist und Komponist der Klassik                                                      | 61    |       |
| 6. Mai  | Rosalie Levasseur                             | französische Sopranistin und Opernsängerin                                                           | 76    |       |
| 8. Mai  | Johann Georg Scriba                           | hessischer Wirklicher Geheimer Staatsrat                                                             | 57    |       |
| 11. Mai | Daniel Rapine                                 | US-amerikanischer Politiker                                                                          | 57    |       |
| 11. Mai | Stanislao Sanseverino                         | neapolitanischer Kardinal                                                                            | 61    |       |
| 12. Mai | Hélène Van den Broeck                         | Kapuzinerin, Trappistin und Priorin in Deutschland und Frankreich                                    | 60    |       |
| 12. Mai | Godehard Ontrup                               | Ordenspriester, Pfarrer und Theologe                                                                 | 52    |       |
| 13. Mai | Christian Kramp                               | französischer Arzt, Mathematiker und Physiker                                                        | 65    |       |
| 13. Mai | Johann Baptist von Spix                       | deutscher Naturwissenschaftler                                                                       | 45    |       |
| 15. Mai | Johann Andreas Naumann                        | deutscher Ornithologe                                                                                | 82    |       |
| 16. Mai | Elisabeth Alexejewna                          | durch Heirat Zarin von Russland                                                                      | 47    |       |
| 16. Mai | Christian Friedrich Richter                   | deutscher Mediziner                                                                                  | 81    |       |
| 16. Mai | Marcus von Stetten                            | Münchner Polizeydirector                                                                             | 50    |       |
| 17. Mai | August Hennings                               | dänisch-schleswig-holsteinischer Politiker, Publizist und Schriftsteller der Aufklärungszeit         | 79    |       |
| 18. Mai | Karl Christian Gottlob Sturm                  | deutscher Ökonom und Professor für Landwirtschaft                                                    | 46    |       |
| 20. Mai | Hester Wilhelmina Callenburgh Baartmans       | niederländische Dichterin                                                                            |       |       |
| 21. Mai | Georg Friedrich von Reichenbach               | deutscher Erfinder und Ingenieur                                                                     | 54    |       |
| 21. Mai | Nicholas Van Dyke junior                      | US-amerikanischer Anwalt und Politiker                                                               | 55    |       |
| 24. Mai | Friedrich Ernst Fesca                         | deutscher Komponist                                                                                  | 37    |       |
| 25. Mai | Amarindra                                     | thailändische Königin, Gemahlin von König Rama I.                                                    | 89    |       |
| 25. Mai | Christian Friedrich Ruppe                     | deutscher Musiker, Komponist                                                                         | 72    |       |
| 25. Mai | Franz Konrad Joseph Truchsess von Rheinfelden | deutscher Adeliger                                                                                   | 88    |       |
| 27. Mai | Adam Gottlieb Lange                           | deutscher evangelischer Geistlicher                                                                  | 64    |       |
| 29. Mai | Wilhelm Jacob Jagwitz                         | preußischer Beamter                                                                                  | 73    |       |
| 29. Mai | Ludwig Kern                                   | deutscher Verwaltungsbeamter                                                                         | 40    |       |
| 30. Mai | John Beatty                                   | US-amerikanischer Politiker                                                                          | 76    |       |
| 30. Mai | André Coindre                                 | französischer römisch-katholischer Priester und Gründer der Brüdergemeinschaft Frères du Sacré Cœeur | 39    |       |
| 30. Mai | Gaetano Gioia                                 | italienischer Tänzer und Choreograf                                                                  |       |       |
| 30. Mai | Konrad Tyroff                                 | Heraldiker, Kupferstecher und Verleger                                                               | 55    |       |
| 30. Mai | Germanos von Patras                           | Metropolit der Griechisch Orthodoxen Kirche in Patras                                                | 55    |       |

## Juni
| Tag      | Name                                       | Beruf, bekannt als                                                                  | Alter | Beleg |
| -------- | ------------------------------------------ | ----------------------------------------------------------------------------------- | ----- | ----- |
| 1. Juni  | Johann Friedrich Oberlin                   | evangelischer Pfarrer und Sozialpionier                                             | 85    |       |
| 2. Juni  | Joseph Hantschl                            | Mathematiker und Hochschullehrer                                                    | 57    |       |
| 3. Juni  | Nikolai Michailowitsch Karamsin            | russischer Autor und Dichter                                                        | 59    |       |
| 5. Juni  | Carl Maria von Weber                       | deutscher Komponist                                                                 | 39    |       |
| 7. Juni  | Joseph von Fraunhofer                      | deutscher Optiker und Physiker                                                      | 39    |       |
| 9. Juni  | Heinrich Ignatz Joseph Lumpert             | katholischer Theologe und Generalvikar von Augsburg                                 | 74    |       |
| 9. Juni  | Johann Kaspar Friedrich Manso              | deutscher Philologe                                                                 | 67    |       |
| 9. Juni  | Jedidiah Morse                             | US-amerikanischer calvinistischer Geistlicher und Geograph                          | 64    |       |
| 9. Juni  | Ludwig Schneider                           | deutscher Verwaltungsbeamter                                                        | 75    |       |
| 13. Juni | Johann Jakob Roth                          | bayerischer Politiker und Landwirt                                                  | 65    |       |
| 13. Juni | Ernst Friedrich Wrede                      | deutscher, evangelischer Theologe, Naturforscher, Mathematiker und Physiker         | 60    |       |
| 14. Juni | Christian August von Weddig                | deutscher Offizier und Kommandeur des bremischen Bataillons                         | 54    |       |
| 15. Juni | Philipp Benitius Mayr                      | österreichischer katholischer Theologe der Tiroler Provinz des Servitenordens       | 65    |       |
| 15. Juni | August Friedrich Wilhelm Rudolph           | deutscher Pädagoge                                                                  | 55    |       |
| 17. Juni | Henry Carteret, 1. Baron Carteret          | britischer Adliger und Politiker                                                    | 90    |       |
| 17. Juni | Johann Christoph Gubitz                    | deutscher typografischer Künstler, Schriftsetzer und Stempelschneider               | 71    |       |
| 18. Juni | Georg Friedrich Karl                       | Graf zu Waldeck-Limpurg, württembergischer Landvogt von Heilbronn und von Stuttgart | 41    |       |
| 20. Juni | Miguel José de Azanza                      | spanischer Vizekönig von Neuspanien                                                 |       |       |
| 22. Juni | Karl Friedrich von Jariges                 | deutscher Jurist, Schriftsteller und Übersetzer                                     | 52    |       |
| 26. Juni | Gottfried Eule                             | deutscher Theaterschauspieler, Sänger (Bassbuffo), Komiker und Intendant            |       |       |
| 26. Juni | Pierre-Édouard Lémontey                    | französischer Schriftsteller                                                        | 64    |       |
| 27. Juni | Ferenc József Koháry                       | ungarischer Fürst                                                                   | 58    |       |
| 27. Juni | Nathanael Köstlin                          | deutscher evangelischer Theologe und Ehrenprälat                                    | 82    |       |
| 28. Juni | Alexius Johann                             | deutscher Ordensgeistlicher, Komponist und Uhrmacher                                | 72    |       |
| 28. Juni | Friedrich August Marschall von Bieberstein | deutscher Botaniker und Forschungsreisender                                         | 57    |       |
| 28. Juni | Konrad Gottlieb Ribbeck                    | deutscher Theologe (evangelisch) und erster Ehrenbürger von Berlin                  | 67    |       |
| 30. Juni | Matthäus Georg von Chandelle               | Bischof von Speyer (1818–1826)                                                      | 80    |       |
| 30. Juni | Friedrich Eberhard Rambach                 | deutscher Philologe und Schriftsteller                                              | 58    |       |

## Juli
| Tag      | Name                                      | Beruf, bekannt als                                                                                   | Alter | Beleg |
| -------- | ----------------------------------------- | --- | ----- | ----- |
| 2. Juli  | Johann Gerhard Schervier                  | deutscher Unternehmer                                                                                | 83    |       |
| 4. Juli  | John Adams                                | US-amerikanischer Politiker und 2. Präsident der USA (1797–1801)                                     | 90    |       |
| 4. Juli  | Thomas Jefferson                          | amerikanischer Politiker, 3. Präsident der USA (1801–1809)                                           | 83    |       |
| 4. Juli  | Grigori Wladimirowitsch Orlow             | russischer Staatsmann und Gelehrter                                                                  |       |       |
| 5. Juli  | Joseph Louis Proust                       | französischer Chemiker                                                                               | 71    |       |
| 5. Juli  | Thomas Stamford Raffles                   | Gründer von Singapur                                                                                 | 45    |       |
| 5. Juli  | Karl Friedrich Stäudlin                   | deutscher evangelischer Theologe                                                                     | 64    |       |
| 7. Juli  | Friedrich Ludwig Dulon                    | deutscher Flötist und Komponist                                                                      | 56    |       |
| 8. Juli  | Wilhelm Lebrecht von Baumbach             | Offizier, Hofbeamter, Gutsbesitzer, Obervorsteher der Hessischen Ritterschaftlichen Stifter          | 69    |       |
| 8. Juli  | Gottlieb von Ehrhart                      | deutscher Mediziner                                                                                  | 62    |       |
| 8. Juli  | Luther Martin                             | amerikanischer Politiker, der gegen die Ratifizierung der amerikanischen Verfassung war              | 78    |       |
| 9. Juli  | Charlotte von Schiller                    | Ehefrau von Friedrich Schiller                                                                       | 59    |       |
| 10. Juli | Karl August Joseph Friedrich von Bose     | sächsischer Generalmajor, später preußischer Generalleutnant                                         | 63    |       |
| 10. Juli | Claus von der Decken                      | hannoverscher Staats- und Kabinettsminister                                                          | 84    |       |
| 11. Juli | Johann George Gottlieb Schoch             | deutscher Gartenarchitekt und -inspektor                                                             | 68    |       |
| 11. Juli | Karl Bernhard Wessely                     | deutscher Komponist                                                                                  | 57    |       |
| 16. Juli | Carl Anton Dietrich                       | bayerischer Bierbrauer, Gutsbesitzer und Politiker                                                   | 38    |       |
| 17. Juli | Joseph Graetz                             | deutscher Organist, Komponist und Musiklehrer                                                        | 65    |       |
| 17. Juli | Wilhelm Ludwig von Sydow                  | preußischer Beamter und Politiker                                                                    | 78    |       |
| 18. Juli | Isaac Shelby                              | US-amerikanischer Politiker, Gouverneur Kentuckys und Offizier                                       | 75    |       |
| 20. Juli | Karl August Ulrich                        | preußischer Domänenpächter                                                                           | 50    |       |
| 22. Juli | Giuseppe Piazzi                           | italienischer Astronom, Mathematiker und Theologe                                                    | 80    |       |
| 23. Juli | Johann Nepomuk Haller                     | österreichischer Bildhauer                                                                           | 34    |       |
| 24. Juli | Richard Clough Anderson                   | US-amerikanischer Politiker                                                                          | 37    |       |
| 25. Juli | Michail Pawlowitsch Bestuschew-Rjumin     | russischer Revolutionär und Anführer des Dekabristenaufstandes                                       | 25    |       |
| 25. Juli | Clemens-August II. von Droste zu Hülshoff | deutscher Gutsbesitzer                                                                               | 65    |       |
| 25. Juli | Pjotr Grigorjewitsch Kachowski            | russischer Offizier und Revolutionär                                                                 |       |       |
| 25. Juli | Sergei Iwanowitsch Murawjow-Apostol       | russischer Führer des Dekabristenaufstands                                                           | 30    |       |
| 25. Juli | Pawel Iwanowitsch Pestel                  | russischer Dekabrist                                                                                 | 33    |       |
| 25. Juli | Herz Israel Ruer                          | deutscher praktischer Arzt                                                                           |       |       |
| 25. Juli | Kondrati Fjodorowitsch Rylejew            | russischer Dichter und Dekabrist                                                                     | 30    |       |
| 26. Juli | Karl Wilhelm Hoppenstedt                  | deutscher Rechtswissenschaftler und Hochschullehrer sowie Unterstaatssekretär im Königreich Hannover | 56    |       |
| 27. Juli | Karl Friedrich Bardili                    | deutscher Militär- und Verwaltungsbeamter                                                            | 36    |       |
| 29. Juli | Hans Detlef von Hammerstein               | Politiker in Oldenburg und Hannover                                                                  | 58    |       |
| 30. Juli | Julie Zucker                              | deutsche Schauspielerin und Sängerin am Dresdner Hoftheater                                          | 31    |       |
| 31. Juli | Carl Ibell                                | nassauischer Amtmann                                                                                 | 81    |       |

## August
| Tag        | Name                                | Beruf, bekannt als                                                                                    | Alter | Beleg |
| ---------- | ----------------------------------- | --- | ----- | ----- |
| 1. August  | Gratien Le Père                     | leitender Ingenieur des damaligen Vorläufers der französischen École Nationale des Ponts et Chaussées | 57    |       |
| 2. August  | George Finch, 9. Earl of Winchilsea | britischer Politiker, sowie englischer Cricketspieler und -funktionär                                 | 73    |       |
| 4. August  | Hinrich Braren                      | nordfriesischer Kapitän, Navigationslehrer und Fachautor                                              | 74    |       |
| 5. August  | Carl Gottlieb Glöckner              | deutscher evangelischer Theologe, Magister und Bergprediger                                           | 81    |       |
| 7. August  | Friedrich Adolph Heyne              | deutscher Privatgelehrter und Botaniker                                                               | 66    |       |
| 9. August  | Johann Joachim Petz                 | deutscher Mediziner                                                                                   | 58    |       |
| 10. August | August Schumann                     | deutscher Buchhändler und Verleger                                                                    | 53    |       |
| 13. August | Rafael Barroeta y Castilla          | zentralamerikanischer Präsident                                                                       | 59    |       |
| 13. August | James Johnson                       | US-amerikanischer Politiker                                                                           | 52    |       |
| 13. August | René Laënnec                        | französischer Mediziner                                                                               | 45    |       |
| 14. August | Friedrich Karl Blum                 | deutscher Beamter                                                                                     | 78    |       |
| 15. August | Franz Dinnendahl                    | Konstrukteur der ersten Dampfmaschine im Ruhrgebiet                                                   | 50    |       |
| 18. August | Børge Johan Schultz                 | norwegischer Beamter und Inspektor in Grönland                                                        | 62    |       |
| 19. August | Joseph McIlvaine                    | US-amerikanischer Politiker                                                                           | 56    |       |
| 22. August | Franz von Koller                    | österreichischer General                                                                              | 58    |       |
| 24. August | Johanna Antida Thouret              | französische Ordensgründerin und Heilige                                                              | 60    |       |
| 25. August | Robert Pryor Henry                  | US-amerikanischer Politiker                                                                           | 37    |       |
| 26. August | Georg Wilhelm Carl                  | kurhessischer Hofgerichtsadvokat und Bürgermeister der Stadt Hanau                                    | 56    |       |
| 26. August | Waller Taylor                       | US-amerikanischer Politiker                                                                           |       |       |
| 26. August | Royall Tyler                        | US-amerikanischer Jurist und Dramatiker                                                               | 69    |       |
| 28. August | Ludwig Heller                       | deutscher Klassischer Philologe                                                                       | 51    |       |
| 28. August | Józef Zajączek                      | polnischer General und Politiker                                                                      | 73    |       |
| 30. August | Bernhard Joachim von Bülow          | mecklenburgischer Diplomat und Oberhofmarschall                                                       | 79    |       |
| 30. August | Suzanne Douvillier                  | französisch-amerikanische Ballerina, Pantomimin und Choreografin                                      | 47    |       |
| 30. August | Theodor Zwettler                    | österreichischer Benediktiner und Komponist                                                           | 68    |       |

## September
| Tag           | Name                                   | Beruf, bekannt als                                                                 | Alter | Beleg |
| ------------- | -------------------------------------- | ---------------------------------------------------------------------------------- | ----- | ----- |
| 2. September  | Michel Reneauld                        | Bürgermeister                                                                      | 66    |       |
| 4. September  | Robert Gifford, 1. Baron Gifford       | britischer Jurist und Politiker                                                    | 47    |       |
| 7. September  | Charles Oakeley, 1. Baronet            | britischer Kolonialgouverneur                                                      | 75    |       |
| 7. September  | Georg von Scheidlein                   | österreichischer Rechtswissenschaftler                                             | 78    |       |
| 7. September  | Robert Wright                          | US-amerikanischer Politiker                                                        | 73    |       |
| 8. September  | Edward B. Jackson                      | US-amerikanischer Politiker                                                        | 33    |       |
| 9. September  | Friedrich Deutschmann                  | österreichischer Erfinder, Orgelbauer, Klavierbauer                                | ≈58   |       |
| 11. September | Heinrich Ludwig Georg von Knobelsdorff | preußischer Generalmajor                                                           | 50    |       |
| 13. September | Jacob Hübner                           | deutscher Entomologe                                                               | 65    |       |
| 14. September | Johann Jakob Palm                      | deutscher Buchhändler und Lehrherr                                                 | 76    |       |
| 17. September | Feliciano Antonio Chiclana             | argentinischer Politiker                                                           | 65    |       |
| 18. September | Friedrich Ludwig Engelken              | evangelischer Theologe, Generalsuperintendent und Bischof von Pommern              | 77    |       |
| 18. September | Alfred Heideloff                       | deutscher Maler                                                                    | 24    |       |
| 18. September | William S. Pennington                  | US-amerikanischer Jurist und Politiker                                             |       |       |
| 19. September | Johann Konrad Schiede                  | deutscher Pfarrer und Autor                                                        |       |       |
| 21. September | Georg Gottlieb Güldenapfel             | deutscher Professor an der Universität Jena.                                       | 50    |       |
| 22. September | Johann Peter Hebel                     | deutscher Dichter, evangelischer Theologe und Pädagoge                             | 66    |       |
| 22. September | Michael Anton Paintner                 | österreichischer Jesuit und später Großpropst von Raab und Titularbischof von Novi | 73    |       |
| 24. September | Friedrich Haberkorn                    | deutscher Sänger, Schauspieler und Theaterleiter                                   |       |       |
| 25. September | Giovanni Battista Brocchi              | italienischer Naturforscher, Reisender und Dichter                                 | 54    |       |
| 25. September | Friederike von Baden                   | Königin von Schweden                                                               | 45    |       |
| 26. September | Carl Joseph von Clam-Martinic          | österreichischer Oberstlandkämmerer                                                | 66    |       |
| 26. September | Baptist Johann                         | deutscher Ordensgeistlicher und Uhrmacher                                          | 61    |       |
| 26. September | Alexander Gordon Laing                 | schottischer Afrikaforscher                                                        | 32    |       |
| 27. September | Nikolaus Karl Molitor                  | deutscher Mediziner und Hochschullehrer                                            | 71    |       |
| 27. September | Franz Xaver von Moshamm                | deutscher Kameralist und Hochschullehrer                                           | 69    |       |
| 28. September | Franz Eugen von Seida und Landensberg  | deutscher Geschichtsschreiber und Graphiker                                        | 53    |       |
| 28. September | Dietrich Nikolaus Winkel               | deutsch-niederländischer Erfinder                                                  |       |       |
| 29. September | Karl Ernst von Gravenreuth             | deutscher Politiker und Diplomat                                                   | 55    |       |
| 30. September | Clara Anschel                          | deutsche Schriftstellerin und Schauspielerin                                       | 46    |       |
| 30. September | Giannis Gouras                         | griechischer Klepht, Armatole und Freiheitskämpfer                                 |       |       |

## Oktober
| Tag         | Name                                     | Beruf, bekannt als                                                                                         | Alter | Beleg |
| ----------- | ---------------------------------------- | --- | ----- | ----- |
| 1. Oktober  | Ernst Christoph Helle                    | deutscher Fabrikant und Kommunalpolitiker                                                                  | 67    |       |
| 1. Oktober  | Joachim Gottfried Wilhelm Scheerer       | deutscher Schriftsteller                                                                                   | 53    |       |
| 2. Oktober  | August Immanuel Cunitz                   | deutscher Mediziner                                                                                        | 59    |       |
| 3. Oktober  | Jens Immanuel Baggesen                   | dänischer Schriftsteller                                                                                   | 62    |       |
| 5. Oktober  | Antonio Aldini                           | italienischer Politiker zur Zeit der Napoleonischen Kriegen                                                | 70    |       |
| 6. Oktober  | Johann Bernhard Krey                     | deutscher protestantischer Theologe und Historiker                                                         |       |       |
| 7. Oktober  | Johann Daniel Lawaetz                    | deutscher Kaufmann und Sozialreformer                                                                      | 76    |       |
| 8. Oktober  | Marie-Guillemine Benoist                 | französische Malerin des Neoklassizismus                                                                   | 57    |       |
| 8. Oktober  | Friedrich Krupp                          | deutscher Industrieller                                                                                    | 39    |       |
| 9. Oktober  | Michael Kelly                            | irischer Schauspieler, Tenor, Komponist und Theatermanager                                                 | 63    |       |
| 9. Oktober  | Charles Mills                            | britischer Historiker                                                                                      | 38    |       |
| 10. Oktober | Félix Berenguer de Marquina              | spanischer Gouverneur der Philippinen und Vizekönig von Neuspanien                                         |       |       |
| 11. Oktober | Johann Anton Heinrich Neumcke            | deutscher Beamter und Bürgermeister                                                                        | 68    |       |
| 13. Oktober | Cirilo Flores                            | Politiker in der Provinz Guatemala                                                                         |       |       |
| 13. Oktober | Ludwig August von Stutterheim            | preußischer Offizier, zuletzt General der Infanterie                                                       | 75    |       |
| 15. Oktober | Johann Christoph Ludwig                  | deutscher Schultheiß und Politiker                                                                         | 75    |       |
| 16. Oktober | Johann Heinrich Besser                   | deutscher Verleger                                                                                         | 50    |       |
| 16. Oktober | Samuel McKee                             | US-amerikanischer Politiker                                                                                | 52    |       |
| 16. Oktober | Berthold Rottler                         | letzter Fürstabt des Klosters St. Blasien (1801–1806) und Abt des Stifts St. Paul im Lavanttal (1809–1826) | 78    |       |
| 17. Oktober | Johann Bernhard Cummerow                 | preußischer Beamter                                                                                        | 55    |       |
| 17. Oktober | Joseph Lefever                           | US-amerikanischer Politiker                                                                                | 66    |       |
| 19. Oktober | Antonio Nava                             | italienischer Gitarrist, Komponist und Musikpädagoge                                                       |       |       |
| 19. Oktober | François-Joseph Talma                    | französischer Schauspieler                                                                                 | 63    |       |
| 20. Oktober | François-Antoine Boissy d’Anglas         | Politiker während der Französischen Revolution                                                             | 69    |       |
| 22. Oktober | Leopold Leonhard von Thun und Hohenstein | Bischof von Passau                                                                                         | 78    |       |
| 24. Oktober | Jacob Herzfeld                           | deutscher Schauspieler und Theaterdirektor                                                                 | 64    |       |
| 24. Oktober | Ann Hasseltine Judson                    | US-amerikanische Missionarin                                                                               | 36    |       |
| 25. Oktober | Hans Conrad von Orelli                   | Schweizer evangelischer Geistlicher und Hochschullehrer                                                    | 56    |       |
| 25. Oktober | Philippe Pinel                           | französischer Psychiater                                                                                   | 81    |       |
| 28. Oktober | Adrian Gretsch                           | österreichischer Ordensgeistlicher und Theologe                                                            | 73    |       |
| 28. Oktober | Martin Johann Wikosch                    | österreichischer Pädagoge und Autor                                                                        | 71    |       |
| 31. Oktober | Carl Gottlob Just                        | deutscher Pädagoge und Schulbuchautor                                                                      | 54    |       |
| 31. Oktober | Mathias Solders                          | deutscher Verwaltungsbeamter, Beigeordneter und Oberbürgermeister in Aachen                                | 75    |       |

## November
| Tag          | Name                                             | Beruf, bekannt als                                                                                        | Alter | Beleg |
| ------------ | ------------------------------------------------ | --- | ----- | ----- |
| 2. November  | Nicolas Chambon de Montaux                       | Oberbürgermeister von Paris                                                                               | 78    |       |
| 3. November  | Christian Gottlieb Altenburg                     | deutscher Mediziner und Heimatforscher                                                                    | 84    |       |
| 5. November  | Johann Andreas Gärtner                           | deutscher Architekt                                                                                       | 82    |       |
| 5. November  | Élie Halévy                                      | französisch-jüdischer Dichter und Autor                                                                   |       |       |
| 8. November  | Friedrich von Hövel                              | deutscher Politiker                                                                                       | 60    |       |
| 9. November  | Jacques-Henri Meister                            | deutsch-schweizerischer Theologe, Autor und Journalist                                                    | 82    |       |
| 9. November  | Bernhard Heinrich Overberg                       | deutscher Theologe und Pädagoge                                                                           | 72    |       |
| 9. November  | Fabrizio Turriozzi                               | italienischer Kardinal der katholischen Kirche                                                            | 70    |       |
| 12. November | Andreas Leykam                                   | österreichischer Buchdrucker und Verleger                                                                 |       |       |
| 14. November | Hans Adolph Goeden                               | deutscher Mediziner und Schriftsteller                                                                    | 41    |       |
| 14. November | Johann Julius von Koenemann                      | deutscher Jurist und Oberamtmann                                                                          |       |       |
| 15. November | Karoline Friederike von Berg                     | Hofdame und Salonniére                                                                                    | 66    |       |
| 16. November | Johann Adam Gottlieb Kind                        | sächsischer Jurist                                                                                        | 79    |       |
| 17. November | Louise Reichardt                                 | deutsche Sängerin, Komponistin, Musikpädagogin                                                            | 47    |       |
| 19. November | Joel Abbot                                       | US-amerikanischer Politiker                                                                               | 50    |       |
| 19. November | Ferdinand von Bothmer                            | deutscher Verwaltungsjurist und hannoverscher Oberhauptmann                                               | 68    |       |
| 21. November | Hans Ernst von Globig                            | deutscher Jurist                                                                                          | 71    |       |
| 22. November | Johann Zacharias Hermann Hahn                    | deutscher evangelischer Geistlicher und Kirchenlieddichter                                                | 58    |       |
| 22. November | Pavel Mašek                                      | tschechischer Komponist                                                                                   | 65    |       |
| 22. November | Anton von Zach                                   | Generalquartiermeister des Generals Melas in der Schlacht bei Marengo, wo er zum Gefangenen gemacht wurde | 79    |       |
| 23. November | Johann Elert Bode                                | deutscher Astronom                                                                                        | 79    |       |
| 24. November | Clarke Abel                                      | britischer Arzt und Naturforscher                                                                         | 37    |       |
| 25. November | Abraham Meldola                                  | Notar in Hamburg/Altona                                                                                   | 72    |       |
| 26. November | David Hinrich Schneider                          | deutscher Jurist und Entomologe                                                                           | 71    |       |
| 27. November | August Wilhelm Förster                           | Professor der Rechte an der Universität Breslau; erster Doktor der juristischen Fakultät in Breslau       | 36    |       |
| 28. November | Anton Maria Kobolt                               | deutscher katholischer Geistlicher und Historiker                                                         | 74    |       |
| 28. November | Francis Rawdon-Hastings, 1. Marquess of Hastings | britischer General und Gouverneur von Indien                                                              | 71    |       |
| 28. November | Georg Ludwig Stecher                             | deutscher Jurist und Politiker                                                                            | 66    |       |
| November     | Victor Hugues                                    | französischer Kolonialverwalter                                                                           | 64    |       |
| November     | Francis White                                    | US-amerikanischer Politiker                                                                               |       |       |

## Dezember
| Tag          | Name                                   | Beruf, bekannt als                                                    | Alter | Beleg |
| ------------ | -------------------------------------- | --------------------------------------------------------------------- | ----- | ----- |
| 1. Dezember  | Carl August Wilhelm Berends            | deutscher Mediziner, Leiter der Charité                               | 67    |       |
| 2. Dezember  | John Wing                              | britischer Architekt                                                  | 70    |       |
| 3. Dezember  | Levin August von Bennigsen             | russischer General deutscher Herkunft                                 | 81    |       |
| 4. Dezember  | Friedrich Wilhelm Meyer                | deutscher Kupferstecher                                               | 49    |       |
| 5. Dezember  | Aloys Basselet von La Rosée            | deutscher Beamter und Richter sowie Mitglied des Illuminatenordens    | 79    |       |
| 5. Dezember  | Nikolaus Outzen                        | Geschichtsschreiber, Prediger und friesischer Sprachforscher          | 74    |       |
| 7. Dezember  | John Flaxman                           | britischer Bildhauer                                                  | 71    |       |
| 8. Dezember  | Samson Cerfberr de Medelsheim          | französischer Abenteurer und Schriftsteller                           |       |       |
| 8. Dezember  | Friedrich Wilhelm Dyckhoff             | deutscher Jurist und Direktor der Justizkanzlei in Osnabrück          | 84    |       |
| 8. Dezember  | Karl Ludwig Gronau                     | deutscher Prediger und Meteorologe                                    | 84    |       |
| 10. Dezember | Benedikt Schack                        | Tenor und Komponist                                                   | 68    |       |
| 11. Dezember | Maria Leopoldine von Österreich        | Tochter von Kaiser Franz I. von Österreich                            | 29    |       |
| 11. Dezember | Friedrich Gerhard Wahl                 | deutscher Baumeister                                                  | 78    |       |
| 12. Dezember | Magnus Fredrik Brahe                   | schwedischer Graf                                                     | 70    |       |
| 13. Dezember | Louise d’Aumont Mazarin                | Prinzessin von Monaco                                                 | 67    |       |
| 13. Dezember | Friedrich Benjamin Bucher              | sächsischer Jurist, Wirtschaftspolitiker und Übersetzer               | 55    |       |
| 14. Dezember | Conrad Malte-Brun                      | dänisch-französischer Geograph                                        | 51    |       |
| 14. Dezember | Johann Georg Treuttel                  | französischer Buchhändler und Verleger                                | 82    |       |
| 15. Dezember | Helmuth Dietrich von Maltzahn          | königlich preußischer Generalmajor                                    | 65    |       |
| 15. Dezember | Gabriel-Laurent Paillou                | französischer Geistlicher und Bischof von La Rochelle                 | 91    |       |
| 15. Dezember | Jacob Preuß                            | nassauischer Politiker                                                | 57    |       |
| 16. Dezember | August Christian Bartels               | deutscher evangelischer Theologe                                      | 77    |       |
| 16. Dezember | Siegfried August Mahlmann              | deutscher Schriftsteller und Verleger                                 | 55    |       |
| 18. Dezember | Friedrich August Walter                | deutscher Mediziner                                                   | 62    |       |
| 19. Dezember | Johann Lorenz Rugendas                 | deutscher Historienmaler und Kunstverleger                            | 51    |       |
| 20. Dezember | Constant Taber                         | US-amerikanischer Politiker                                           |       |       |
| 21. Dezember | Johann Moritz Heinrich Gericke         | deutscher Gymnasiallehrer und Rektor                                  | 78    |       |
| 26. Dezember | Moritz von Fries                       | österreichischer Kunstmäzen und -sammler, Bankier                     | 49    |       |
| 26. Dezember | Adolph Wilhelm Schack von Staffeldt    | erster romantischer Dichter in Dänemark                               | 57    |       |
| 28. Dezember | Simon Moritz von Bethmann              | deutscher Bankier, Diplomat und Philanthrop                           | 58    |       |
| 30. Dezember | Wilhelm Christoph Eisenhuth            | deutscher Jurist und Verwaltungsbeamter                               | 71    |       |
| 30. Dezember | Friedrich Ludwig Andreas Regel         | deutscher Theologe und Schulmann                                      | 56    |       |
| 30. Dezember | August Ernst von Steigentesch          | deutscher und österreichischer Dichter, Schriftsteller und Diplomat   | 52    |       |
| 30. Dezember | Adolf Heidenreich Droste zu Vischering | fürstbischöflich-münsterscher Droste und Politiker                    | 57    |       |
| 31. Dezember | William Gifford                        | englischer Dichter und Übersetzer                                     | 70    |       |
| 31. Dezember | François Mazois                        | französischer Architekt und Archäologe                                | 43    |       |
| 31. Dezember | Christian Wilhelm Steinauer            | Leipziger Kaufmann                                                    | 85    |       |
| Dezember     | Gaetano Andreozzi                      | italienischer Opernkomponist                                          |       |       |
| Dezember     | Giulio Carpegna                        | italienischer päpstlicher Diplomat und der letzte Inquisitor in Malta | 66    |       |
| Dezember     | William Glen                           | schottischer Dichter                                                  | 37    |       |

## Datum unbekannt
| Tag | Name                                      | Beruf, bekannt als                                                                                            | Alter | Beleg |
| --- | ----------------------------------------- | --- | ----- | ----- |
|     | Ahmad al-Ahsā'ī                           | Gründer des Schaichismus                                                                                      |       |       |
|     | Daniel Georg Balk                         | deutsch-russländischer Mediziner                                                                              |       |       |
|     | Antonio Amar y Borbón                     | Vizekönig von Neugranada                                                                                      |       |       |
|     | Juan Senén Contreras                      | spanischer General                                                                                            |       |       |
|     | Gustave Dugazon                           | französischer Komponist                                                                                       |       |       |
|     | Kaspar Düppes                             | Bürgermeister der Mairie Merheim                                                                              |       |       |
|     | Johann Heinrich Ehrich                    | deutscher Schulleiter in Russland                                                                             |       |       |
|     | Christoph Heinrich Girbert                | deutscher Musiker und Musikpädagoge                                                                           |       |       |
|     | Franz Anton Haubs                         | deutscher Kirchenrechtler und Hochschullehrer                                                                 |       |       |
|     | Hans Conrad Holzach                       | Schweizer Theologe und Schulleiter                                                                            |       |       |
|     | Charlotte Kanitz                          | Schriftstellerin                                                                                              |       |       |
|     | Franz Kirms                               | Weimarer Theaterleiter                                                                                        |       |       |
|     | Heinrich Kohlrausch                       | deutscher Arzt, königlich-hannoverscher Feldmediziner, königlich preußischer Geheimer Obermedizinalrat        |       |       |
|     | Menachem Mendel Lefin                     | hebräischer Schriftsteller                                                                                    |       |       |
|     | Friedrich Emanuel Marx                    | deutscher Orgelbauer                                                                                          |       |       |
|     | Johann Jakob Meyer                        | Schweizer Philhellene und Redaktor                                                                            |       |       |
|     | Abraham-Louis Perrelet                    | Uhrmacher, Erfinder                                                                                           |       |       |
|     | Sophia Röntgen                            | deutsche Malerin                                                                                              |       |       |
|     | Tendzin Pema Gyeltshen                    | buddhistischer Geistlicher der Drigung-Schule, 4. Chetsang Rinpoche, Verfasser einer Geschichte der Drigungpa |       |       |
|     | George Ernst Heinrich von Schönebeck      | preußischer Landrat                                                                                           |       |       |
|     | Friedrich Theiler                         | deutscher Bildhauer                                                                                           |       |       |
|     | Joseph Clément Tissot                     | französischer Militärarzt und Pionier der Krankengymnastik                                                    |       |       |
|     | Diederik Jacob van Tuyll van Serooskerken | russischer Botschafter                                                                                        |       |       |
|     | Henry Webber                              | englischer Bildhauer und Designer schweizerischer Herkunft                                                    |       |       |
|     | Philipp Jacob Weigel                      | deutscher Benediktinermönch, Kirchenmusiker und Komponist                                                     |       |       |
|     | Cajetan Weiller                           | deutscher Theologe, Pädagoge und Autor                                                                        |       |       |
|     | Franz Wiesen                              | deutscher Holzschneider, Miniaturmaler und Kupferstecher                                                      |       |       |
|     | Edward Williams                           | walisischer Wissenschaftler, Autor und Geschäftsmann                                                          |       |       |
|     | Rochus von Witzleben                      | dänischer Kammerherr                                                                                          |       |       |
|     | Henry Woods                               | US-amerikanischer Politiker                                                                                   |       |       |
|     | Johann Georg Friedlieb Zöllner            | deutscher Orgelbauer                                                                                          |       |       |
|     | Carl August Heinrich Zwicker              | deutscher Dichterjurist                                                                                       |       |       |